# Kanan, Ekerö kommun
Kanan (även kallad Idholmen) är en ö i Östra Mälaren och ett fritidshusområde. Ön är belägen mellan Vällinge i Salems kommun och Ekerö sommarstad i Ekerö kommun.

## Historik

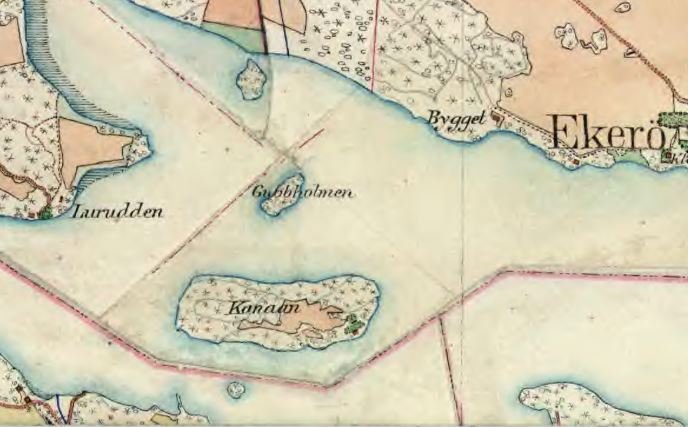
Kanan (Kanaan) 1901.

Kanan (äldre stavelse Kanaan) var på 1700-talet och fram till 1924 permanent bebodd. På 1770-talet bodde här Frans Kjellström med sin hustru Maria Bergbom. Han var snickare och arbetade troligen på närbelägna Vällinge gård och hade även en krog på Kanan. 
År 1802 bodde torparen Jan Larsson på Kanan. Hans torp låg på sydöstra sidan av ön och mitt på ön fanns en liten åkerplätt. Under 1800-talets första hälft gjorde Vällinges ägare, Carl Fredrik König, anspråk på Kanan, vilket ledde till en tvist, som avgjordes av kung Karl XIV Johan. Han gav äganderätten till Asknäs i Ekerö socken. Den sista bofasta familjen på ön var fiskaren Johansson med familj. 
På 1930-talet styckades hela ön av ägaren på Asknäs i 50 fritidstomter. Från en central, längsgående väg utlades tomterna mot norr och söder som såldes för en krona/m² på södersidan och för 50 öre/m² på norrsidan. 1933 förvärvades de första tomterna. Under andra världskriget låg försäljningen nere men efter kriget växte intresset igen och på 1950-talet såldes de sista tomterna. Ursprungligen fanns en ångbåtsbrygga på öns södra sida. Där trafikerade ångbåtarna Ena I och Ena II som stod för transporter av både personer och byggmaterial. 1960 anlades en ny gemensam brygga vid Aludden på Ekerö. 1963 fick Kanan elektrisk ström.

## Historiska bilder

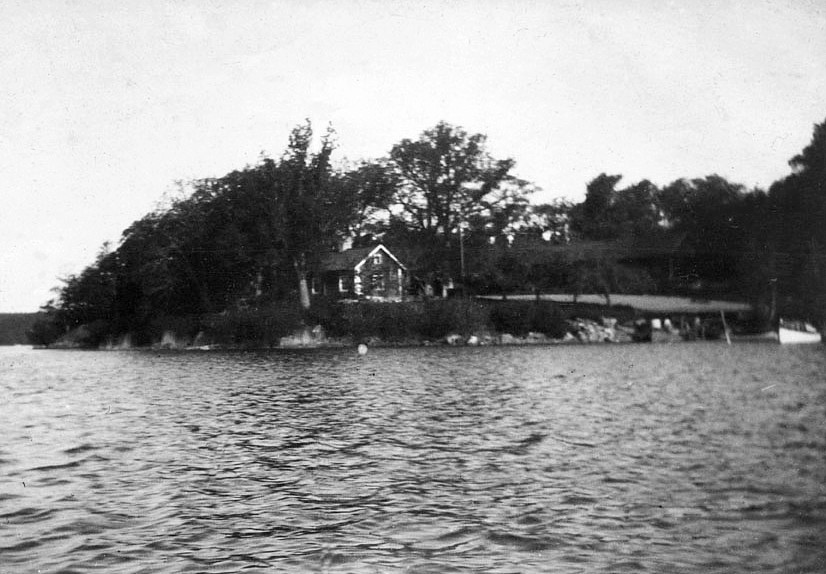
Torpet
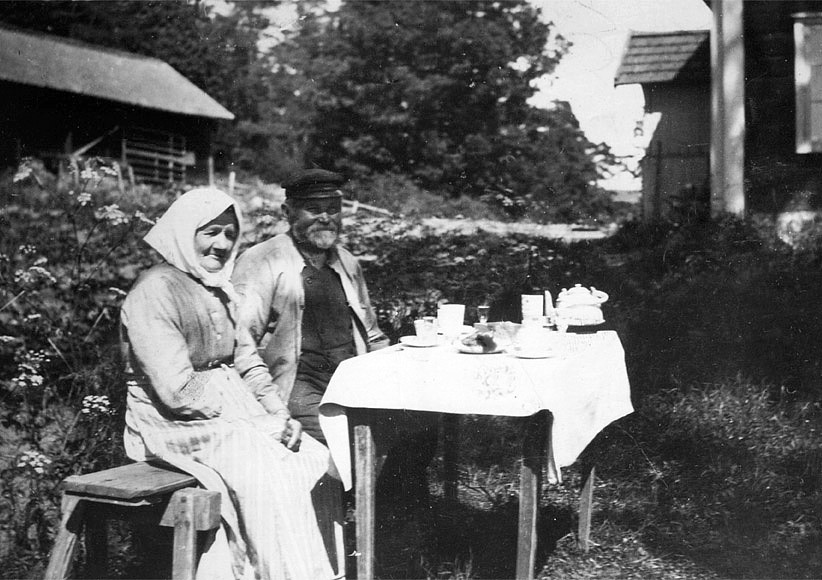
Paret Johansson
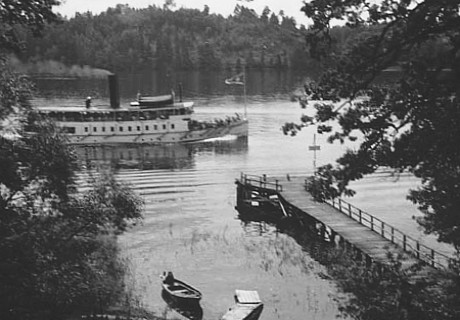
Gamla ångbåtsbryggan

## Ön idag
Ön är cirka 700 meter lång och 200 meter bred. På sydvästra sidan finns branta klippor. Söder om ön ligger Vällingeström med farleden mot Stockholm. Kanann var 2010 bebyggd med 65 fritidshus över 13 hektar, vilket inkluderar hela ön. SCB har avgränsat ett fritidshusområde här sedan år 2000, när begreppet introducerades. Ön är bilfri.

## Panorama

Kanan sedd från Vällinge i december 2016. Längst till höger skymtar Ekerö kyrka..